# Amjad Ismail
Amjad Ismail Ahmed (ur. 1 stycznia 1993) – sudański piłkarz grający na pozycji środkowego obrońcy. Od 2016 jest zawodnikiem klubu Al-Ahly Shendi.

## Kariera klubowa
Swoją karierę piłkarską Hassan rozpoczął w klubie Al-Ahly Shendi, w barwach którego zadebiutował w 2012 roku w pierwszej lidze sudańskiej. W 2015 przeszedł do Al-Nil Shendi, w którym grał do 2016 roku. W 2016 wrócił do Al-Ahly. W sezonie 2017 zdobył z nim Puchar Sudanu.

## Kariera reprezentacyjna
W reprezentacji Sudanu Ismail zadebiutował 2 września 2016 w przegranym 1:2 towarzyskim meczu z Gabonem, rozegranym w Chartumie. W 2022 roku został powołany do kadry na Puchar Narodów Afryki 2021. Na tym turnieju nie rozegrał żadnego meczu.